# Ивановка 2-я (Измалковский район)
Ивановка 2-я — деревня в Измалковском районе Липецкой области России. Входит в состав Петровского сельсовета.

## География
Деревня находится в западной части Липецкой области, в лесостепной зоне, на левом берегу реки Ясенок, к западу от автодороги 42К-394, на расстоянии примерно 10 километров (по прямой) к юго-востоку от Измалкова, административного центра района.

### Климат
Климат характеризуются как умеренно континентальный, с умеренно холодной продолжительной зимой и тёплым летом. Средняя температура воздуха самого холодного месяца (января) — −11 — −9,9 °C; самого тёплого месяца (июля) — 19,5 — 20 °C. Вегетационный период длится в среднем 180 дней. Среднегодовое количество атмосферных осадков варьирует в пределах от 450 до 500 мм, из которых около 75 % выпадает в тёплый период в виде дождя.

## История
Распоряжением Правительства Российской Федерации от 24.05.2024 № 1259-р деревня Ивановка переименована в Ивановку 2-ю.

## Население
| 2010 |
| ---- |
| 6    |